# Metacyatholaimus spatiosus
Metacyatholaimus spatiosus är en rundmaskart som beskrevs av Christian Wieser 1954. Metacyatholaimus spatiosus ingår i släktet Metacyatholaimus och familjen Cyatholaimidae. Inga underarter finns listade i Catalogue of Life.